# 小行星5681
小行星5681（5681 Bakulev）是一颗绕太阳运转的小行星，为主小行星带小行星。该小行星于1990年9月15日发现。

## 轨道参数
小行星5681的轨道半长轴为2.1999539 UA，离心率为0.189。